# 発寒川
発寒川（はっさむかわ）は、北海道札幌市と石狩市の境界を流れる河川で、石狩川水系伏籠川支流の一級河川である。

## 名称の由来
アイヌ語に由来するが原義は諸説あり、「ハチャㇺペツ（hacham-pet）」（桜鳥〔=ムクドリ〕・川）、「ハッサム（hat-sam）」（ヤマブドウ・傍ら）、「ハッサム（has-sam）」（潅木・傍ら）などがある。

## 地理
北海道札幌市北区と石狩市との境界（樽川3線との交点）付近を起点とする。この地点では水量の少ない小さな川である。右岸が札幌市、左岸が石狩市の境界となる。石狩平野内の微地形である紅葉山砂丘の縁を並行して東に流れ、直線的流路を保ったまま、伏籠川に合流する。川沿いは、農地と住宅地が入り混じる札幌の郊外地である。
発寒川の起点から西側の新川までの区間は発寒古川であり、二級河川新川水系に属している。

## 歴史
発寒川の畔では、縄文時代の漁業遺構「紅葉山49号遺跡」が発掘された。発寒川に杭を打って大掛かりな罠(簗)を仕掛け、鮭を捕獲していたと考えられている。その後も長く発寒川は鮭の好漁場だったと考えられる。
もともと発寒川と琴似発寒川は連続した川で、その全体を発寒川と呼んでいた。かつての発寒川は、現在の琴似発寒川の流路を流れた後そのまま北に向かい、途中で西から追分川（現在の中の川下流部）を合わせて伏籠川に注いでいた。現在でも琴似発寒川は通称として発寒川と呼ばれることがある。しかし明治時代、札幌西北部の水運と低湿地開発を見込んで新川が掘削され、それまでの「発寒川」はふたつに分断された。以降、上流部は新川支流（二級河川新川水系）の琴似発寒川となり、下流部はやはり新川掘削で分断された追分川の下流部と併せて発寒川と呼ばれるようになった。
なお、琴似発寒川からかつての追分川合流点までの流路は跡形もなく消えている。

## 支流
- 安春川
- 屯田川
- 東屯田川

## 橋梁
- （名称不明） - （北海道道865号樽川篠路線、西5丁目樽川通、新琴似4番通、南4線）
- 横井橋 - （新琴似6番通）
- 南5条橋 - （屯田3番通、東15丁目屯田通、花川南5条通、南6線）
- 南3条橋 - （屯田4番通）
- 花川橋 - （花川通、南8線）
- 紅葉橋 - （新琴似第5横通）
- 発寒6号橋
- 西茨戸橋 - （新琴似通、新琴似第3横通、紅葉山中央通）
- 発寒2号橋
- 蒼風橋 - （国道231号、石狩街道）